# テューリンゲン州

テューリンゲン州
Freistaat Thüringen

| テューリンゲン州の旗 | テューリンゲン州の紋章 |
| -------------------- | ---------------------- |
| 州旗                 | 州の紋章               |
| 州歌                 | なし                   |

| 州都                            | エアフルト                                          |
| 面積                            | 16,172.21 km² （第11位）                            |
| 人口 - 総計 - 人口密度          | （2005/12/31） 2,334,575 人 （第12位） 144.4 人/km² |
| ISO 3166-2:DE                   | DE-TH                                               |
| 公式サイト                      | テューリンゲン州政府                                |
| 政 治                           |                                                     |
| 州首相                          | マリオ・フォークト（CDU）                           |
| 与党                            | CDU、BSW、SPD連立                                   |
| 前回選挙                        | 2024年9月1日                                        |
| 次回選挙                        | 2029年（予定）                                      |
| 連邦参議院（上院） での投票権数 | 4                                                   |
| 地 方                           |                                                     |
| 市町村数 * 独立市               | 992 6                                               |

テューリンゲン州（テューリンゲンしゅう、ドイツ語: Freistaat Thüringen）は、ドイツを構成する16の連邦州のひとつである。ドイツ再統一時に誕生した新連邦州5州の一つ。州都はエアフルト。
正式名称はテューリンゲン自由州、テューリンゲン自由国。ドイツ語のStaatは英語のstateと同根の単語で、帝政ドイツ時代に「州」の意味で使用されていた。帝政崩壊後のヴァイマル共和政時代以降、これに代わりLandが使われ始めた。現在、多くの州はLandを使用するが、テューリンゲン州、バイエルン州、ザクセン州が"Freistaat"（自由州）を称している。

## 地理
ドイツ中部に位置するテューリンゲン州は、ヘッセン州、バイエルン州、ザクセン州、ザクセン＝アンハルト州、ニーダーザクセン州と州境を接している。ドイツ国内における位置（ドイツを人として見立てると、ちょうど左胸の位置にある）と緑が豊かなことから、「緑の心臓（das Grüne Herz Deutschlands）」とも称される。
2021年に州中西部のインゼルスベルク山とドライ・グライヒェン一帯はユネスコ世界ジオパークに指定される。

## 歴史
テューリンゲン（チューリンゲン）の地名は古代にこの地に住んでいたテューリンゲン族に由来する。テューリンゲン族は6世紀中ごろまでにフランク王国に征服され、以後東フランク王国・神聖ローマ帝国の一部として方伯領が置かれた。
テューリンゲン方伯を輩出していたルードヴィング家がハインリヒ・ラスペの死（1247年）によって断絶すると、その後継を巡ってハインリヒ・ラスペの姪であるゾフィー・フォン・ブラバント（ブラバント公アンリ2世妃）と甥でヴェッティン家のマイセン辺境伯ハインリヒ3世（貴顕伯）の間で継承戦争が勃発した（1247年 - 1264年）。この結果、ハインリヒ3世がテューリンゲン方伯位を継承することとなったが、一方で西部にはヘッセン方伯領が新設され、ゾフィーの息子ハインリヒ1世（幼童伯）が後にその地位に即いた。以後、ヘッセンはテューリンゲンとは別の領主を仰ぐことになる。
ヴェッティン家のザクセン選帝侯フリードリヒ2世（紳士公）の死去に伴って遺児のエルンストとアルブレヒトの間で行なわれたライプツィヒ分割（1485年）では、テューリンゲンの多くをエルンストが継承した。

テューリンゲンの諸国（1680年）

16世紀、宗教改革においてテューリンゲンは重要な役割を演じた。マルティン・ルターはヴァルトブルク城で聖書のドイツ語訳を行い、1524年のドイツ農民戦争では最後の戦闘となるフランケンハウゼンの戦いの舞台となった。またシュマルカルデン同盟の主導者の一人ザクセン選帝侯ヨハン・フリードリヒ（寛大公）はテューリンゲンを領有しており、この地は反皇帝・親プロテスタントの牙城であった。ヨハン・フリードリヒがミュールベルクの戦い（1547年）でカール5世に敗れて選帝侯位を剥奪された後（選帝侯位はアルブレヒト系ヴェッティン家（アルベルティン家）のモーリッツに与えられた）、エルンスト系ヴェッティン家（エルネスティン家）では分割相続が繰り返された（ザクセン諸公国）。そのため政治的影響力は低下し、「テューリンゲン」という地名は単なる地域名称となっていった。
1806年、ナポレオン1世によって神聖ローマ帝国が解体されると、テューリンゲンの諸侯はライン同盟に加盟した。1815年のウィーン会議によってそれぞれ独立国としてドイツ連邦に加盟したが、テューリンゲンにあった国は12と、他の地域と比べて突出して多かった。またプロイセン王国とヘッセン選帝侯国も飛び地を持っていた。
これらの諸国は君主家の断絶などによって徐々に数が減り、1871年に成立したドイツ帝国において「テューリンゲン諸邦」（Thüringische Staaten）とは、この地にあったザクセン＝ヴァイマル＝アイゼナハ大公国・ザクセン＝マイニンゲン公国・ザクセン＝アルテンブルク公国・ザクセン＝コーブルク＝ゴータ公国（以上エルンスト系ヴェッティン家）・シュヴァルツブルク＝ゾンダースハウゼン侯国・シュヴァルツブルク＝ルードルシュタット侯国（以上シュヴァルツブルク家）・兄系ロイス侯国・弟系ロイス侯国（以上ロイス家）を指した。
ドイツ革命（1918年）によって君主制が倒されると、諸国はそれぞれ共和政に移行した。ヴァイマル共和政下の1920年、ザクセン＝ゴータ自由州（旧ザクセン＝ゴータ）との同君連合を解消してバイエルンとの統合を決めたコーブルク自由州（旧ザクセン＝コーブルク）を除くテューリンゲン諸邦が合併して「テューリンゲン州」（Land Thüringen）が誕生した。州都はヴァイマルに定められた。
第二次世界大戦末に米軍によって占領されるが、1945年7月からソビエト連邦軍の占領下におかれた。1949年にはドイツ民主共和国（東ドイツ）が建国され、プロイセン王国時代にザクセン県であったエアフルト、ミュールハウゼン、 ノルトハウゼンなどがテューリンゲン州に組み入れられて州の領域は拡大し、中心機能がエアフルトに遷された。
1952年に東ドイツは全国を15の県（Bezirke）に分割した。テューリンゲン州はエアフルト県、ゲーラ県、ズール県に分割された。
1990年のドイツ再統一の際、以前の境界線とは一部異なるがテューリンゲン州（Freistaat Thüringen）として統合された。東ドイツ時代にテューリンゲン州に組み入れられ、その中心地となったエアフルトに再び州都が置かれている。

## 政治

### 州議会
州議会 (Landtag) の定数は88。2024年9月1日に行われた前回選挙での政党別議席配分は以下の通りである。
- ドイツのための選択肢（AfD） - 32
- ドイツキリスト教民主同盟（CDU） - 23
- ザーラ・ワーゲンクネヒト同盟（BSW） - 15
- 左翼党（Linke） - 12
- ドイツ社会民主党（SPD） - 6

#### 2019年の州議会選
退潮傾向に歯止めのかからないドイツキリスト教民主同盟（CDU）が第3党に後退する一方、反ユーロ・反移民を掲げる右派・極右政党のドイツのための選択肢（AfD）が得票率23.4%を記録し、ザクセン州、ブランデンブルク州に続いて州議会で第2党に躍進した。2020年2月5日の州首相選出選挙ではAfDが自由民主党（FDP）のトーマス・ケメリッヒ候補に投票、CDUも支援し新政権が発足した。しかし極右政党のAfDから支持を受けた同氏首相就任に批判が集まり、支援していたCDU・FDPも態度を翻したことで就任から僅か1日で辞任を表明。3月4日に改めて州首相選出選挙が行われ、左翼党のボド・ラメロウ前州首相が再選された。

### 歴代州首相
- 1920年-1921年: アルノルト・ルドルフ・パウルセン (Arnold Rudolf Paulssen) DDP
- 1921年-1924年: アウグスト・フレーリヒ (August Frölich) SPD
- 1924年-1928年: リヒャルト・ロイトホイサー (Richard Leutheußer) DVP
- 1928年-1930年: アルノルト・ルドルフ・パウルセン（再任） DDP
- 1930年-1932年: エルヴィン・バウム (Erwin Baum) ThLB
- 1932年-1933年: フリッツ・ザウケル (Fritz Sauckel) NSDAP
- 1933年-1945年: ヴィリー・マルシュラー (Willy Marschler) NSDAP
- 1945年: ヘルマン・ブリル (Hermann Brill)
- 1945年-1947年: ルドルフ・パウル (Rudolf Paul) SPD→SED
- 1947年-1952年: ヴェルナー・エッゲラート (Werner Eggerath) SED

東ドイツ時代の1952年から1990年までは、州は廃止されていた。
- 1990年-1992年: ヨゼフ・ドゥフチュ (Josef Duchač) CDU
- 1992年-2003年: ベルンハルト・フォーゲル (Bernhard Vogel) CDU
- 2003年-2009年: ディーター・アルトハウス (Dieter Althaus) CDU
- 2009年-2014年: クリスティーネ・リーバークネヒト(Christine Lieberknecht) CDU
- 2014年-2020年2月5日: ボド・ラメロウ（Bodo Ramelow） 左翼党
- 2020年2月5日-3月4日: トーマス・ケメリッヒ（英語版）（Thomas Kemmerich） FDP
- 2020年3月4日-2024年12月24日: ボド・ラメロウ（Bodo Ramelow） 左翼党（再任）
- 2024年-: マリオ・フォークト（Mario Voigt）CDU

## 地方行政
テューリンゲン州は、17の郡 (Landkreis) と、郡には属さない6つの独立市 (Kreisfreie Stadt) から成る。17の郡に、121の市 (Stadt) と、865の町村（Gemeinde:ゲマインデ）が含まれる。独立市も含めた広義の意味の市町村（ゲマインデ）の総数は、992である。そのうち約8割の市町村は、近隣の市町村と共に「行政共同体」 (Verwaltungsgemeinschaft) を形成し、行政サービスを合理化している。この種の市町村連合が、89ある。

### 郡
1. アルテンブルガー・ラント郡 (Landkreis Altenburger Land)
2. アイクスフェルト郡 (Landkreis Eichsfeld）
3. ゴータ郡 (Landkreis Gotha)
4. グライツ郡 (Landkreis Greiz)
5. ヒルトブルクハウゼン郡 (Landkreis Hildburghausen)
6. イルム郡 (Ilm-Kreis)
7. キフホイザー郡 (Kyffhäuserkreis)
8. ノルトハウゼン郡 (Landkreis Nordhausen)
9. ザーレ＝ホルツラント郡 (Saale-Holzland-Kreis)
10. ザーレ＝オルラ郡 (Saale-Orla-Kreis)
11. ザールフェルト＝ルドルシュタット郡 (Landkreis Saalfeld-Rudolstadt)
12. シュマルカルデン＝マイニンゲン郡 (Landkreis Schmalkalden-Meiningen)
13. ゼメルダ郡 (Landkreis Sömmerda)
14. ゾンネベルク郡 (Landkreis Sonneberg)
15. ウンシュトルット＝ハイニヒ郡 (Unstrut-Hainich-Kreis)
16. ヴァルトブルク郡 (Wartburgkreis)
17. ヴァイマラー・ラント郡 (Landkreis Weimarer Land)

### 独立市
- EF: エアフルト (Erfurt) : 州都
- EA: アイゼナハ (Eisenach)
- G: ゲーラ (Gera)
- J: イェーナ（イエナ） (Jena)
- SHL: ズール (Suhl)
- WE: ヴァイマル（ワイマール） (Weimar)

## シンボル

州の紋章
州旗
州政府旗